# Ansiães
Ansiães is een plaats (freguesia) in de Portugese gemeente Amarante en telt 815 inwoners (2001).